# 2022年青海山洪
2022年青海山洪，又称青海省西宁市大通回族土族自治县“8·18”山洪灾害。

## 历史
2022年8月18日，一场突如其来的暴雨引发山体滑坡，导致河流改道，造成26人死亡，5人失联。
截至2022年8月21日16时，山洪灾害已造成26人遇难，5人失联，23名失联者获救。